# 鈴木俊美
鈴木 俊美（すずき としみ、1950年（昭和25年）7月10日 - ）は、日本の政治家、弁護士。元栃木市長（2期）、元大平町長、元栃木県議会議員。

## 経歴
栃木県下都賀郡大平町（現・栃木市）生まれ。1969年（昭和44年）3月、栃木県立栃木高等学校を卒業。1974年（昭和49年）3月、中央大学法学部を卒業。1980年（昭和55年）、弁護士登録。1984年（昭和59年）、四谷中央法律事務所創設。 
1999年（平成11年）4月、栃木県議会議員選挙で下都賀郡南部選挙区（定数2）から立候補し当選。2000年（平成12年）9月、大平町長選挙で初当選。2004年（平成16年）に再選、2008年（平成20年）に3選。
2010年（平成22年）3月29日、大平町が（旧）栃木市、下都賀郡藤岡町、都賀町と新設合併し（新）栃木市が発足したことに伴い町長を失職。同年4月25日投開票の栃木市長選挙で合併前の栃木市長の日向野義幸を破り初当選。
2014年（平成26年）4月20日投開票の市長選挙では、鈴木と前県議の琴寄昌男の一騎討ちとなり、鈴木が琴寄を8,710票差で破り再選した。琴寄が合併後の地域間格差の是正などを主張し、合併前の旧町長や前回市長選で鈴木に敗れた日向野らの支援を受けた。それに対し、鈴木は業界団体などの支援を受け組織型の選挙戦を展開して再選に成功した。
2018年（平成30年）4月22日投開票の市長選挙では、元市議の大川秀子に僅差で敗れ落選。